# Лібуше (опера)
«Лібуше» — «фестивальна опера» на три дії чеського композитора Бедржиха Сметани. 

## Історія створення
Спочатку лібрето було написано німецькою мовою Йозефом Венцигом, а потім перекладено на чеську мову. У чеському історичному міфі Лібуше, головний персонаж, пророкував заснування Праги. Опера була складена в 1871–72 рр. для коронації Франца Йосифа королем Богемії. Перша американська вистава відбулася в березні 1986 р. У концертній версії в Карнегі-холі з Євою Квелер та оперним оркестром Нью-Йорка . У Великій Британії вперше поставила Opera University University у 2019 році.

## Сюжет
Брати Хрудош і Шаглав воюють за маєток їхнього батька, а арбітром є королева Лібуше. Чеське законодавство диктує або спільне управління, або рівний розподіл землі. Німецьке законодавство, за яке виступає старший Хрудош, вимагало першородження, де старший брат або сестра успадкували все майно. Лібуше вирішує рівний поділ на гнів Хрудоша, який іде. Лібуше просить своїх підданих вибрати чоловіка. Кажуть, що вона повинна самостійно ухвалити рішення щодо свого чоловіка, де виявляється, що вона віддає перевагу фермеру Пршемислу.

### Акт 2
Сцена 1
Виявляється частина причини поганого гумору Хрудоша у стосунках Хрудоша з Красавою. Хрудош любить Красаву, яка повертає його почуття, але вважає його недостатньо романтичним за своєю особистістю. Лютобор, стверджує свій авторитет і вимагає, щоб вона примирила сварячих братів. Красава кидає виклик Хрудошу, він йде шляхом прощення і мириться з Шаглавом.
Сцена 2
Пржемисль стежить за врожаєм на своїх землях. Потім приїжджає королівський ескорт, щоб привести його до королеви Лібуше, щоб він одружився.

### Акт 3
Відбувається святкування подвійного весілля, Лібуше з Пржемислом і Красави з Хрудошем. Пржемисль придумує спосіб, щоб Хрудош вибачився перед королевою. Потім королева Лібуше охоплює хвилину пророцтва, і вона розповідає про майбутнє бачення чеської нації.

## Оркестровка
Пікколо, дві флейти, два гобої, два кларнети, два фаготи, чотири роги, чотири труби, три тромбони, туба, литаври, трикутник, тарілки, басовий барабан, арфа, струни. Труби для постановки.

## Записи
- 1949, Алоїз Кліма (диригент), Симфонічний оркестр та хор Празького радіо; Марі Подвалова, Теодор Шрубарж, Карел Калаш, Бено Блахут, Ярослав Веверка, Боржек Руян, Людмила Червінкова, Марта Красова, Мілуше Дворжакова, Мілослава Фідлерова, Вера Крилова, Ярослав Глейх
- 1966, Ярослав Кромбгольц (диригент), оркестр та хор Празького національного театру; Надежда Книплова, Вацлав Беднар, Вера Сукупова
- 1983, Зденек Кошлер (диригент), оркестр та хор Празького національного театру; Габріела Бежачкова-Чапова, Вацлав Зітек, Антонін Шворц, Лео Маріан Водічка, Єва Деполтова
- 1995, Олівер Донаньї (диригент), оркестр та хор Празького національного театру; Єва Урбанова, Вратислав Кріж, Людек Веле, Мілослав Підскальський, Мірослава Волкова, Марі Весела, Ян Маркварт, Мирослав Швейда, Павел Червінка, Яна Йонашова, Йітка Собехартова, Олена Каупова[4]

Джерела
- Warrack, John and West, Ewan, Oxford Dictionary of Opera New York: OUP: 1992ISBN 0-19-869164-5